# فلورنس (كارولاينا الجنوبية)
فلورنس (بالإنجليزية: Florence, South Carolina)‏ هي مدينة تقع في الولايات المتحدة في Florence County.  يقدر عدد سكانها بـ 37,056 نسمة ومساحتها 45.9 كم2  وترتفع عن سطح البحر 42 متر.

## التركيبة السكانية
حدّد مكتب تعداد الولايات المتحدة بيانات التركيبة السكانية لفلورنس في تعداد الولايات المتحدة. في ما يلي، التركيبة السكانية حسب تعدادي 2000 و2010.

### تعداد عام 2000
بلغ عدد سكان فلورنس 30,248 نسمة بحسب تعداد عام 2000، وبلغ عدد الأسر 11,925 أسرة وعدد العائلات 7,878 عائلة مقيمة في المدينة. في حين سجلت الكثافة السكانية 503.2 نسمة لكل كيلومتر مربع (1,303.3/ميل2). وبلغ عدد الوحدات السكنية 13,090 وحدة بمتوسط كثافة قدره 217.8 لكل كيلومتر مربع (564.1/ميل2).
وتوزع التركيب العرقي للمدينة بنسبة 52.96% من البيض و44.77% من الأمريكيين الأفارقة و0.18% من الأمريكيين الأصليين و1.16% من الأمريكيين ذوي الأصول الآسيوية و0.01% من سكان جزر المحيط الهادئ و0.21% من الأعراق الأخرى و0.71% من عرقين مختلطين أو أكثر و0.76% من الهسبانيون أو اللاتينيون من أي عرق.
بلغ عدد الأسر 11,925 أسرة كانت نسبة 35% منها لديها أطفال تحت سن الثامنة عشر تعيش معهم، وبلغت نسبة الأزواج القاطنين مع بعضهم البعض 41.9% من أصل المجموع الكلي للأسر، ونسبة 20.7% من الأسر كان لديها معيلات من الإناث دون وجود شريك،  بينما كانت نسبة 3.5% من الأسر لديها معيلون من الذكور دون وجود شريكة وكانت نسبة 33.9% من غير العائلات. تألفت نسبة 29.5% من أصل جميع الأسر من عدة أفراد يعيشون في نفس المنزل ونسبة 10.4% كانت تتألف من شخص يعيش بمفرده يبلغ من العمر 65 عاماً أو أكثر. وبلغ متوسط حجم الأسرة المعيشية 2.44، أما متوسط حجم العائلات فبلغ 3.03.
بلغ العمر الوسطي للسكان 36.8 عاماً. وكانت نسبة 24.8% من القاطنين تحت سن الثامنة عشر، وكانت نسبة 8.5% بين الثامنة عشر والرابعة والعشرين عاماً، ونسبة 27.6% كانت واقعةً في الفئة العمرية ما بين الخامسة والعشرين والرابعة والأربعين عاماً، ونسبة 22.2% كانت ما بين الخامسة والأربعين والرابعة والستين، ونسبة 13.1% كانت ضمن فئة الخامسة والستين عاماً فما فوق. يوجد لكل 100 أنثى 83.0 ذكر، ويوجد لكل 100 أنثى في الثامنة عشر من عمرها فما فوق 77.7 ذكر.
بلغ متوسط دخل الأسرة في المدينة 37,139 دولارًا، أما متوسط دخل العائلة فبلغ 45,748 دولارًا. وكان متوسط دخل الذكور 36,382 دولارًا مقابل 25,274 دولارًا للإناث. وسجل دخل الفرد الخاص بالمدينة 21,498 دولارًا. وكانت نسبة 13.9% من العائلات ونسبة 18.3% من السكان تحت خط الفقر، وكان من هؤلاء نسبة 27.5% تحت سن الثامنة عشر ونسبة 14.8% في الخامسة والستين من العمر وما فوق.

### تعداد عام 2010
بلغ عدد سكان فلورنس 37,056 نسمة بحسب تعداد عام 2010، وبلغ عدد الأسر 14,979 أسرة وعدد العائلات 9,718 عائلة مقيمة في المدينة. في حين سجلت الكثافة السكانية 616.5 نسمة لكل كيلومتر مربع (1,596.7/ميل2). وبلغ عدد الوحدات السكنية 16,665 وحدة بمتوسط كثافة قدره 277.2 لكل كيلومتر مربع (717.9/ميل2).
وتوزع التركيب العرقي للمدينة بنسبة 50.02% من البيض و45.98% من الأمريكيين الأفارقة و0.29% من الأمريكيين الأصليين و1.84% من الأمريكيين ذوي الأصول الآسيوية و0.03% من سكان جزر المحيط الهادئ و0.58% من الأعراق الأخرى و1.27% من عرقين مختلطين أو أكثر و1.49% من الهسبانيون أو اللاتينيون من أي عرق.
بلغ عدد الأسر 14,979 أسرة كانت نسبة 33.8% منها لديها أطفال تحت سن الثامنة عشر تعيش معهم، وبلغت نسبة الأزواج القاطنين مع بعضهم البعض 39.7% من أصل المجموع الكلي للأسر، ونسبة 21.2% من الأسر كان لديها معيلات من الإناث دون وجود شريك،  بينما كانت نسبة 4% من الأسر لديها معيلون من الذكور دون وجود شريكة وكانت نسبة 35.1% من غير العائلات. تألفت نسبة 29.6% من أصل جميع الأسر من عدة أفراد يعيشون في نفس المنزل ونسبة 9.9% كانت تتألف من شخص يعيش بمفرده يبلغ من العمر 65 عاماً أو أكثر. وبلغ متوسط حجم الأسرة المعيشية 2.43، أما متوسط حجم العائلات فبلغ 3.02.
بلغ العمر الوسطي للسكان 37.4 عاماً. وكانت نسبة 24.5% من القاطنين تحت سن الثامنة عشر، وكانت نسبة 8.8% بين الثامنة عشر والرابعة والعشرين عاماً، ونسبة 26.9% كانت واقعةً في الفئة العمرية ما بين الخامسة والعشرين والرابعة والأربعين عاماً، ونسبة 25.8% كانت ما بين الخامسة والأربعين والرابعة والستين، ونسبة 13.9% كانت ضمن فئة الخامسة والستين عاماً فما فوق. وتوزع التركيب الجنسي للسكان بنسبة 45.5% ذكور و54.5% إناث.

## أعلام
- ديك إليوت
- هاري كارسون
- جون إتش ويندر
- جوش تورنر
- إدوارد لينن يونغ
- كارلوس بأول
- تاف جوردن
- تشارلز ألبرت وودز